# José Roberto Assunção de Araújo Filho
José Roberto Assunção de Araújo Filho, meglio noto come Zé Roberto (Teixeira de Freitas, 14 settembre 1993), è un calciatore brasiliano, attaccante dello Sport Recife.

## Palmarès
- Campionato Pernambucano: 1

Sport Recife: 2024